# Ctenus pulchriventris
Ctenus pulchriventris là một loài nhện trong họ Ctenidae.
Loài này thuộc chi Ctenus. Ctenus pulchriventris được Eugène Simon miêu tả năm 1897.